# عروه ام‌موسی
عَروه امّ‌موسی زنی اشرافی از جنوب عربستان و همسر منصور دوانیقی، خلیفهٔ عباسی در قرن هشتم میلادی بود.
ام‌موسی در هنگام ازدواج با منصور این شرط را پیش کشید که شوهرش به او پایبند بماند و در عقد ازدواجش قید کرد تا زمانی که در قید حیات است شوهرش زنی دیگر یا کنیز نگیرد و این شرط را منصور نیز امضا کرد.
روایات تاریخی نشان می‌دهد که منصور خیلی زود تصمیم گرفت تا این شرط ضمن عقد را باطل کند اما هر بار ام‌موسی به دادگاه می‌رفت تا از اینکار جلوگیری کند. دست آخر برای آنکه موضوع یکبار برای همیشه حل‌وفصل شود، ام‌موسی از عالی‌ترین مقام قضایی یعنی قاضی‌القضات قاهره خواست تا فقط به منظور قضاوت در این خصوص به بغداد بیاید. قاضی‌القضات با تصدیق اعتبار و قانونی‌بودن سند، به نفع ام‌موسی حکم کرد و این حکم تا زمان فوت ام‌موسی معتبر باقی ماند.
ام‌موسی که نگران وضعیت فرودست دختران و زنان بود، و می‌دانست بانوانی که قدرت کمتری دارند، توانایی کمتری نیز در مطالبهٔ حقوق‌شان خواهند داشت، مالی را وقف کنیزانی کرد که تنها کودکان دختر به دنیا آوردند.